# Gynura
Gynura é um género botânico pertencente à família Asteraceae. Também conhecida como Paixão Roxa.